# Eulithis atrocolorata
Eulithis atrocolorata là một loài bướm đêm trong họ Geometridae.